# Hortência Marcari
Hortência Marcari, född den 23 september 1959 i Sao Paulo, Brasilien, är en brasiliansk basketspelare som var med och tog OS-silver 1996 i Atlanta. Detta var första gången Brasilien tog en medalj i damklassen vid de olympiska baskettävlingarna.